# Маріано Енріке Кальво Куельяр
Маріано Енріке Кальво Куельяр (ісп. Mariano Enrique Calvo; 1782–1842) — болівійський державний діяч, упродовж нетривалого терміну 1841 року займав пост президента країни. Також обіймав посаду віце-президента за часів правління Андреса де Санта-Круса у 1835–1839 роках.

## Біографія
За освітою — юрист. Був переконаним роялістом, очолював колоніальну асамблею 1818 року. Втім згодом він перейшов на протилежний бік та проявив себе відданим соратником революціонера Санта-Круса в середині 1830-их. За часів перебування останнього на посту президента зробив політичну кар'єру, дослужившись до посади міністра закордонних справ. Потім Куельяр став віце-президентом болівійської частини Перу-болівійської конфедерації, знову під керівництвом Санта-Круса, який одночасно був президентом і Болівії, і Верховним правителем конфедерації в Лімі. Таким чином більша частина повсякденних справ Болівії перейшла до компетенції Кальво.
Після відставки Себастьяна Агреди 1841 року було скликано Конгрес. Збори прагнули повернути країну до конституційних норм, тому запропонували тимчасово очолити владу в країні Кальво як останньому віце-президенту Болівії. Таким чином Кальво вважають першим цивільним президентом Болівії. Втім, він мав проблеми з управлінням країною, зважаючи на протиріччя між військовиками та діячами, орієнтованими на Санта-Круса. Країна перебувала на межі громадянської війни. В результаті протистояння до влади прийшов Хосе Бальївіан.